# تشارلز بي. ريد
تشارلز بي. ريد (بالإنجليزية: Charles Bass Reed)‏ هو أستاذ جامعي أمريكي، ولد في 29 سبتمبر 1941 في هاريسبرج في الولايات المتحدة، وتوفي في 6 ديسمبر 2016 في لونغبوت كي في الولايات المتحدة.